# Радомир Антич
Радомир Антич (серб. Radomir Antić; 22 листопада 1948, Житиште — 6 квітня 2020, Мадрид) — сербський футбольний тренер, насамперед відомий роботою в Іспанії, де в різні роки тренував команди трьох найтитулованіших клубів країни («Реал Мадрид», «Барселона» та «Атлетіко»), а також зі збірною Сербії. Раніше — югославський футболіст, що грав на позиції захисника.

## Клубна кар'єра
У дорослому футболі дебютував 1967 року виступами за команду клубу «Слобода» (Ужице).
Своєю грою за цю команду привернув увагу представників тренерського штабу клубу «Партизан», до складу якого приєднався 1970 року. Відіграв за белградську команду наступні сім сезонів своєї ігрової кар'єри. Більшість часу, проведеного у складі «Партизана», був основним гравцем захисту команди. За цей час виборов титул чемпіона Югославії.
Згодом з 1977 по 1980 рік грав у складі турецького «Фенербахче» та іспанського «Реал Сарагоса».
Завершив професійну ігрову кар'єру в англійському «Лутон Тауні», за команду якого виступав протягом 1980—1984 років.

## Виступи за збірну
26 вересня 1973 року вийшов на заміну у товариській грі національної збірної СФРЮ проти збірної Угорщини. Ця гра стала для Антича першою та єдиною у формі національної команди.

## Кар'єра тренера

### 1980-ті
Розпочав тренерську кар'єру невдовзі по завершенні кар'єри гравця, 1985 року, увійшовши до тренерського штабу «Партизана».
1988 року отримав свою першу роботу як головний тренер, очоливши тренерський штаб клубу «Реал Сарагоса», кольори якого захищав раніше як гравець і який на момент приходу Антича був серед серенняків Ла Ліги. Під керівництвом бгослава команда здебільшого перебувала у нижній частині турнірної таблиці, проте наприкінці сезону видала серію неочікувано добрих результатів і фінішувала на високому 5 місці. Наступного сезону «Сарагоса» завершила чемпіонат на скромнішому, проте достойному як для неї дев'ятому місці.

### «Реал Мадрид»
По ходу сезону 1990—1991 Антич отримав запрошення очолити «Реал Мадрид», команду, яка до того п'ять років поспіль перемогала в іспанській футбольній першості, проте саме цього сезону переживала ігровий спад. Королівський клуб розпочинав сезон під орудою валлійця Джона Тошака, якого після невдалого старту змінила легенда клубу Альфредо Ді Стефано, якому не вдалося покращити результати команди, і на момент приходу Антича мадридці перебували на принизливому для них сьомому місці в чемпіонаті. Незважаючи на програш у двох з трьох перших ігор під керівництвом нового тренера, «Реал» поступово покращив результати і, обігравши в останньому турі лідера чемпіонату «Барселону», фінішував третім у Ла Лізі.
У міжсезоння Антич запросив до команди таких виконавція як Роберт Просінечки та Луїс Енріке і розпочав наступний сезон 1991—1992 на мажорній ноті — з 6 перемог у перших 7 матчах. Незважаючи на позитивний початок сезону у листопаді 1991 року Антича було звільнено з «Реала» і його місце зайняв Лео Бенгаккер, якого незадовго до того запросили до клубу на посаду спортивного директора.

### «Реал Ов'єдо»
По ходу сезону 1992—1993 Антича запросив «Реал Ов'єдо», клуб, який на той момент, після 21 туру чемпіонату, відчайдушно боровся за виживання у Прімері. Під орудою нового тренера завдання було виконане — команда фініщувала на 16 сходинці турнірної таблиці, двома рядками вище за «зону вильоту».
Протягом наступних двох сезонів скромний клуб з Ов'єдо, очолюваний Античем, фінішував на дуже пристойному дев'ятому місці в чемпіонаті, чим викликав підвищений інтерес до югославського спеціаліста з боку більш амбітних іспанських команд.

### «Атлетіко» (Мадрид)
1995 року Антич погодився очолити команду мадридського «Атлетіко», багаторазового чемпіона Іспанії, який, проте, попереднього сезону ледве не вибув з елітного дивізіону, «зачепившись» за 14 місце турнірної таблиці.
Результати першого ж сезону 1995–1996, проведеного «Атлетіко» під керівництвом Антича, довели правильність вибору на користь саме цього тренера. Перед початком сезону югослав провів масштабне оновлення складу команди, позбувшись багатьох досвідчених виконавців і запросивши декількох порівняно маловідомих, проте перспективних на його думку футболістів. Оновлений «Атлетіко» від самого початку чемпіонату захопив лідерство у турнірній таблиці і, хоча чемпіонські перегони тривали до останнього туру, врешті-решт завершив змагання на першому місці. Дещо раніше команда також здобула перемогу в розіграші Кубка Іспанії. Тож перший рік роботи Антича з «Атлетіко» був відзначений дублем — перемогою і в національному Кубку, і в національній першості.
Наступного сезону, попри підвищені очікування з боку вболівальників та керівництва клубу, «Атлетіко» не зміг повторити торішній успіх, фінішувавши лише п'ятим у чемпіонаті і вибувши з розіграшу Ліги чемпіонів на стадії чвертьфіналів.
У намаганні покращити результати команди керівництво клубу у міжсезоння надало значний трансферний бюджет, який дозволив придбати італійського форварда Крістіана Вієрі та бразильського півзахисника Жунінью. Попри ці придбання турнірні результати команди навіть погіршилися і після сьомого місця «Атлетіко» у Ла Лізі 1997—1998 Антича було звільнено з команди.
Проте, італієць Арріго Саккі, який змінив Антича біля керма «Атлетіко», не зміг продемонструвати покращання турнірних результатів і, провівши в Мадриді лише півроку, був звільнений. За деякий час, проведений у пошуках нового тренера, керівництво клубу знову звернулося до Антича. Він провів з командою останню третину сезону 1998—1999, не зумівши суттєво покращити її турнірні результати в чемпіонаті, який «Атлетіко» завершив тринадцятим. Втім, команда зуміла дійти до фіналу тогорічного розіграшу Кубка Іспанії. По завершенні сезону Антич удруге залишив команду.
Наступного сезону ситуація значною мірою повторилася. Новий очільник команди Клаудіо Раньєрі пропрацював з командою лише протягом перших 26 турів сезону 1999—2000, після чого її знову прийняв Антич, перед яким було поставлено завдання вивести «Атлетіко» із зони вильоту, де він на той час перебував. Протягом наступних 11 турів чемпіонату вирішити це завдання не вдалося, і коли команда втратила математичні шанси на збереження прописки у найвищому дивізіоні, Антич остаточно залишив мадридський клуб.

### 2000—2004
Влітку 2000 року знову був призначений головним тренером клубу «Реал Ов'єдо». З огляду на об'єктивний розклад сил у Прімері завданням Антича другий сезон поспіль було збереження за очолюваною ним командою місця в елітному дивізіоні. І знову виконати цю задачу не вдалося, команда за результатами сезону вибула до Сегунди, а тренер залишив Ов'єдо.
Після півторарічної паузи Антич у січні 2003 року прийняв пропозицію стати голвним тренером «Барселони». Учергове на його приход покладалися надії щодо покращання результатів команди, до якої його запросили. Антич прийняв легендарну команду після 20 турів сезону 2002—2003, в яких каталонці набрали лише 23 очки, перебуваючи на 15-му рядку турнірної таблиці. Антич омолодив склад команди, почавши, зокрема, на регулярній основі залучати до матчів першої команди молодих вихованців клубної академії, таких як Віктор Вальдес та Андрес Іньєста. За результатами сезону команда фінішувала на шостому місці, що можна було вважати успіхом головного тренера з огляду на стан, в якому він прийняв «Барселону». Втім це не завадило новообраному президенту каталонського клубу Жуану Лапорті розпочати оновлення команди з її головного тренера, влітку 2003 року піврічний контракт Антича подовжено не було.
Півроку, проведені Античем в «Барселоні», закріпили за ним реноме «кризового менеджера», тобто саме такого тренера, якого по ходу сезону 2003—2004 потребував клуб «Сельта Віго». Команда, що роком раніше фінішувала в чемпіонаті четвертою, отримавши таким чином право виступів у Лізі чемпіонів, на початку 2004 року перебувала за крок від зони вильоту. 29 січня 2004 року завдання збереження команди у Прімері було покладено на Антича. Цього разу підбрати правильну тактику для виведення команди з кризи тренеру не вдалося. Під його керівництвом команда провела у чемпіонаті лише дев'ять матчів, після чого Антич її залишив. За цей час команда набрала лише сім очок, суттєво погіршивши своє турнірне становище.

### Збірна Сербії
25 серпня 2008 року було офіційно оголошено, що Антич, який на той час понад 4 роки перебував без тренерської роботи, призначений новим головним тренером національної збірної Сербії. Завданням Антича було виведення балканців до фінальної частини чемпіонату світу 2010 року. Команда стартувала у відбірковому турнірі в Групі 7 6 вересня 2008 року, менш ніж через два тижні після призначення нового очільника, очікуваною перемогою над збірною Фарерських островів. Антич знайомився з командою і налаштовував її гру вже по ходу змагання, причому доволі вдало. Протягом наступних восьми матчів у групі команда зазнала лише однієї поразки та зіграла одну гру внічию (обидва матчі проти від збірної Франції). В результаті серби під керівництвом Антича за один тур до завершення відбіркового турніру забезпечили собі перше місце у групі, що гарантувало участь у фінальній частині мундіалю.
На полях Південно-Африканської Республіки, де проходив фінальний турнір ЧС-2010, команда Антича змагалася у Групі D, де її суперниками були збірні Німеччини, Гани та Австралії. Результатом перщої гри проти ганійців стала поразка з мінімальним рахунком 0:1, у другій грі гол Милана Йовановича приніс сербам перемогу над одним із фаворитів чемпіонату, збірною Німеччини. Тож вирішальною для Антича і його гравців була остання гра групового турніру проти австралійців, в якій серби пропустили два голи, на які змогли відповісти лише голом престижу від Марко Пантелича. Збірна зайняла останній рядок підсумкової турнірної таблиці і завершила виступи вже на груповому етапі.
Антич залишився у національній команді і почав її підготовку до відбіркового турніру до чемпіонату Європи 2012 року, в рамках якого серби змагалися у відбірній групі C. Розпочавши аналогічно до відбору на ЧС-2010 з перемоги над збірною Фарерів, у другій грі підопічні Антича зіграли вдома унічию проти збірної Словенії. Цей результат не задовільним керівництво Футбольного союзу Сербії, яке очікувало кращих результатів від своєї національної команди, і тренера було відправлено у відставку.

### Подальша робота
Наразі останнім місцем тренерської роботи був китайський клуб «Шаньдун Лунен», команду якого Антич очолив у грудні 2012 року і з яким пропрацював один рік, до грудня 2013, привівши команду клубу до другого місця в китайській футбольній Суперлізі.

## Титули і досягнення

### Як гравця
- Чемпіон Югославії (1):

«Партизан»: 1975–76

### Як тренера
- Чемпіон Югославії (2):

«Партизан»: 1985–86, 1986–87
- Чемпіон Іспанії (1):

«Атлетіко» (Мадрид): 1995–96
- Володар Кубка Іспанії з футболу (1):

«Атлетіко» (Мадрид): 1995–96